# Борец Паско
Борец Паско (лат. Aconitum paskoi) — вид рода Борец семейства Лютиковые.

## Описание
Многолетнее травянистое растение высотой 40-80см. Пластинки листьев рассечены на 3 сегмента. Соцветие - кисть. Околоцветник зигоморфный. Цветки фиолетовые. Плод- листовка. Растение ядовито.
Произрастает в средней и верхней частях лесного пояса, в тундре, по берегам рек и ручьёв и на горных возвышенностях

## Ареал
Является эндемиком Тувы и Саян. Произрастает в Туве и Красноярском крае.

## Охранный статус
Редкий вид. Занесён в Красные книги России и Красноярского края. Вымирает в связи с хозяйственным освоением территорий в местах своего произрастания, сбором на букеты.